# Iglesia de San Clemente (Pal)
San Clemente es un templo de estilo románico que se encuentra en el pueblo de Pal, en la parroquia de La Massana, Andorra.

## Historia
Su primera noticia se remonta al año 1312. En aquella época, la iglesia era dependiente de la jurisdicción de La Massana, si bien tenía capellán propio.

## Descripción
El templo presenta una única nave orientada hacia el este. El lado norte se encuentra ampliado con una serie de dependencias y capillas.
En dicho costado se encuentra también el campanario de torre, uno de los más conocidos del coprincipado. Presenta planta cuadrada y tres pisos con ventanas geminadas (dobles las de la tercera altura) decoradas con bandas y arcuaciones lombardas. Se remata con una cubierta (arquitectura) que, visualmente, parece estar ligeramente achatada. Fue construido probablemente entre los siglos XI y XII.
El ábside actual de la iglesia es cuadrangular y sustituyó en el siglo XVII al original románico.

## Interior
El acceso al interior del templo se efectúa a través de una puerta formada por un arco de medio punto decorado con un friso de dientes de sierra, que se encuentra en el muro sur de la nave, protegida por un pórtico. Decorativamente, conserva dos pilas bautismales (una de las cuales utilizada al parecer para conservar aceite), una reja de hierro procedente del cementerio, dos cruces procesionales de madera policromada, todo ello del siglo XII, una talla de la Virgen María bajo su advocación de Nuestra Señora de los Remedios que responde a la tipología habitual del siglo XIII, y un retablo barroco de 1709 dedicado al santo titular.

## Visita
La iglesia es accesible mediante visita guiada previamente concertada. Durante los meses de julio y agosto suele estar abierta en horarios de mañana y tarde; el resto del año, solamente durante el transcurso de los servicios religiosos que se celebran en ella.

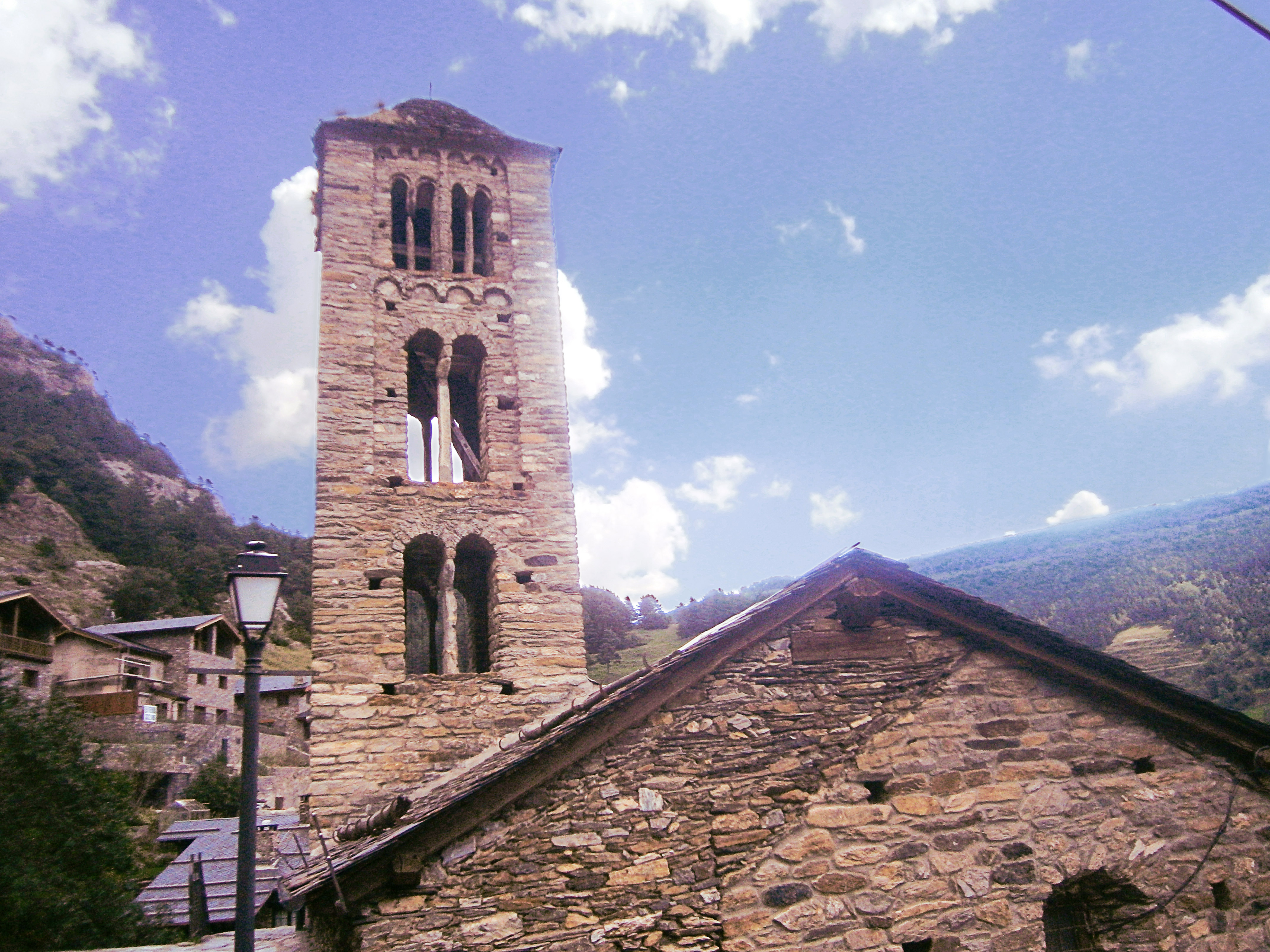
Iglesia de San Clemente de Pal.